# Биби Джонс
Биби Джонс (англ. BiBi Jones; род. 23 июля 1991) — сценический псевдоним американской порноактрисы и модели Бритни Маклин (англ. Britney Maclin).
После исполнения нескольких ролей под именем Бритни Бет, Джонс подписала контракт со студией Digital Playground в декабре 2010 года в возрасте 19 лет, став самой молодой порноактрисой компании. Её дебютной работой с новой студией стал фильм Assasins за роль в котором она получила номинацию на AVN Award.
Согласно Джонс, в 2010 году её использовал бейсбольный агент, чтобы рекрутировать потенциальных клиентов. В 2011 году она снялась в фотосессии с игроком НФЛ (американский футбол) Робом Гронковски, в котором она была одета в его униформу, а игрок был полуобнажённым. Эти фотографии были сделаны после того, как двое участвовали в спортивной программе на радио. Гронковски впоследствии принёс извинения владельцу команды «Нью-Ингленд Пэтриотс» Роберту Крафту за этот инцидент.
17 июля 2012 года через Facebook и Twitter она объявила, что уходит из порноиндустрии. 5 февраля 2013 года она официально вернулась, чтобы отработать оставшиеся три года по контракту с Digital Playground. Во время её перерыва, по словам Джонс у неё была «обычная работа», она занималась продажами и маркетингом в реставрационной компании в Аризоне, и она планирует продолжить там работать в перерывах между съёмками.

## Личная жизнь
В октябре 2013 Биби объявила через Twitter, что беременна, и в апреле 2014 года у неё родился мальчик.

## Премии и номинации
| Год  | Премия     | Результат | Категория                                   | Фильм         | Совместно с                                                    |
| ---- | ---------- | --------- | ------------------------------------------- | ------------- | -------------------------------------------------------------- |
| 2012 | AVN Award  | Номинация | Лучшая сцена группового секса               | Babysitters 2 | Джесси Джейн, Райли Стил, Кайден Кросс, Стоя и Мануэль Ферарра |
| 2012 | AVN Award  | Номинация | Лучшая новая старлетка                      | н/д           | н/д                                                            |
| 2012 | AVN Award  | Номинация | Лучшая сцена триолизма (Ж/Ж/М)              | Assassins     | Джесси Джейн и Мануэль Ферарра                                 |
| 2012 | AVN Award  | Победа    | Награда фанатов — Самая горячая сцена секса | Babysitters 2 | Джесси Джейн, Райли Стил, Кайден Кросс, Стоя и Мануэль Ферарра |
| 2012 | XBIZ Award | Номинация | Новая старлетка года                        | н/д           | н/д                                                            |
| 2012 | XRCO Award | Номинация | Новая старлетка                             | н/д           | н/д                                                            |